# فیلتر مکانیکی

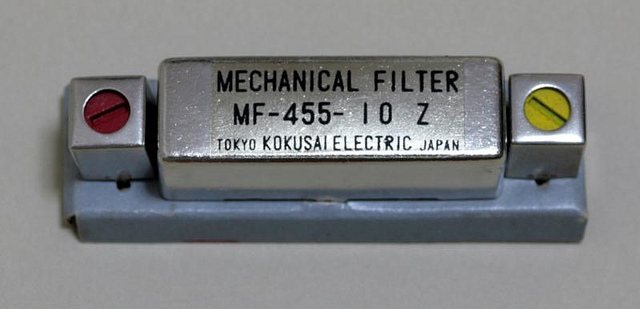
شکل ۱. یک فیلتر مکانیکی ساخته شده توسط شرکت الکتریکی Kokusai برای انتخاب سیگنال‌های پهنای باند باریک 2KHz در گیرنده‌های رادیویی SSB. این سیستم در ۴۵۵ کیلو هرتز کار می‌کند، یک IF مشترک برای این گیرنده‌ها. ابعاد آن ۴۵ × ۱۵ × ۱۵ میلی‌متر.

فیلتر مکانیکی یک فیلتر پردازش سیگنال است که معمولاً به جای فیلتر الکترونیکی در فرکانس‌های رادیویی استفاده می‌شود. هدف آن همانند یک فیلتر الکترونیکی معمولی است: عبور از یک رنج فرکانس‌های خاص، اما مسدود کردن بقیه. فیلتر بر روی ارتعاشات مکانیکی عمل می‌کند که مشابه سیگنال‌های الکتریکی هستند. در ورودی و خروجی فیلتر، مبدل سیگنال الکتریکی ورودی را به سیگنال مکانیکی تبدیل می‌کنند و سپس از این ارتعاشات مکانیکی پشتیبانی می‌کنند.
اجزای یک فیلتر مکانیکی مستقیماً مشابه عناصر مختلف موجود در مدارهای الکتریکی هستند. عناصر مکانیکی از توابع ریاضی تبعیت می‌کنند که با عناصر الکتریکی متناظر آن‌ها یک‌سان هستند. این امر امکان اعمال تحلیل شبکه الکتریکی و روش‌های طراحی فیلتر برای فیلترهای مکانیکی را فراهم می‌آورد. تئوری الکتریکی، یک کتابخانه بزرگ از فرم‌های ریاضی ایجاد کرده‌است که پاسخ‌های فرکانسی فیلتر مفیدی را تولید می‌کنند و طراح فیلتر مکانیکی قادر به استفاده مستقیم از این‌ها است. تنها لازم است که اجزای مکانیکی را به مقادیر مناسب برای تولید یک فیلتر با واکنش یک‌سان به طرف مقابل الکتریکی تنظیم کنیم.
آلیاژهای فولادی و آلیاژهای آهن - نیکل مواد رایجی برای اجزای فیلتر مکانیکی هستند و معمولاً نیکل برای کوپلینگ‌های ورودی و خروجی استفاده می‌شود. تشدید کننده‌ها در صافی ایجاد شده از این مواد لازم است که به‌طور دقیق فرکانس تشدید خود را قبل از مونتاژ نهایی تنظیم کنند.
در حالی که معنای فیلتر مکانیکی در این مقاله یکی است که در نقش الکترومکانیکی استفاده می‌شود، می‌توان از یک طراحی مکانیکی برای فیلتر کردن لرزش‌های مکانیکی یا امواج صوتی (که اساساً مکانیکی) نیز استفاده می‌شود. به عنوان مثال، فیلتر کردن پاسخ فرکانس صوتی در طراحی کابینت‌های بلندگو با اجزای مکانیکی امکان‌پذیر است. در برنامه الکتریکی، علاوه بر اجزای مکانیکی که به همتای الکتریکی آن‌ها متصل است، مبدل‌ها برای تبدیل بین حوزه‌های مکانیکی و الکتریسیته مورد نیاز است. در این مقاله یک نماینده انتخاب شده از انواع مختلفی از فرم‌های جزء و توپولوژی برای فیلترهای مکانیکی ارائه شده‌است.
نظریه فیلترهای مکانیکی برای بهبود بخش‌های مکانیکی در دهه ۱۹۲۰به کار گرفته شد. در دهه ۱۹۵۰، فیلترهای مکانیکی به عنوان اجزای جداگانه در فرستنده‌های رادیویی و گیرنده‌های با کیفیت بالا تولید می‌شدند. عامل کیفیت بالا Q، که تشدید کننده‌های مکانیکی می‌توانندبه آن دست یابند، بسیار بالاتر از یک مدار LC تمام الکتریکی باشد، ساخت فیلترهای مکانیکی با انتخاب پذیری عالی را ممکن ساخت. خوب بودن انتخاب پذیری در گیرنده‌های رادیویی بسیار جذاب بود. محققان معاصر بر روی فیلترهای میکرو الکترومکانیکی، دستگاه‌های مکانیکی مربوط به مدارهای مجتمع الکترونیکی کار می‌کنند.

## عناصر

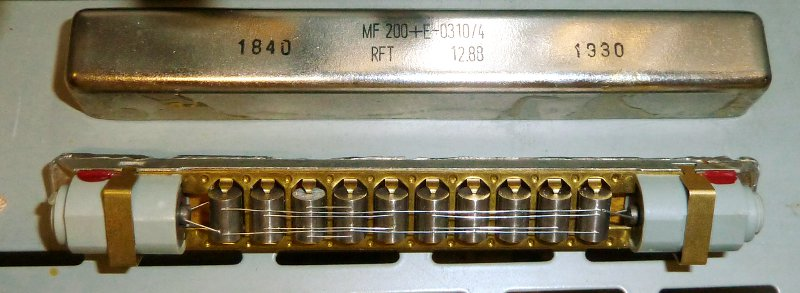
فیلتر مکانیکی از یک سیستم حامل تلفن با استفاده از عناصر تشدیدگر پیچشی

عناصر یک شبکه الکتریکی غیر فعال شامل سلف، خازن‌ها و مقاومت‌های موجود هستند که دارای خواص اندوکتانس، elastance (خازن معکوس)و مقاومت هستند. اجزای مکانیکی این ویژگی‌ها به ترتیب، جرم، سفتی و میرایی هستند. در اغلب طراحی‌های فیلتر الکترونیکی، تنها سلف و اجزای خازن در بدنه فیلتر استفاده می‌شوند (اگر چه فیلتر ممکن است با مقاومت‌های موجود در ورودی و خروجی مسدود شود). resistances در یک فیلتر تیوریک متشکل از مؤلفه‌های ایده‌آل وجود ندارد و تنها در طرح‌های عملی به عنوان عناصر پارازیتی ناخواسته به وجود می‌آیند. به همین ترتیب، یک فیلتر مکانیکی به‌طور ایده‌آل تنها شامل اجزایی با خواص جرم و سفتی است، اما در واقع برخی میرایی نیز وجود دارد
همتایان مکانیکی جریان الکتریکی ولتاژ در این نوع از تحلیل ها  به ترتیب نیروی ( F ) و سرعت ( v )و نشان دهنده شکل موج سیگنال هستند.  از این رو، یک امپدانس مکانیکی می‌تواند برحسب فرکانس زاویه ای خیالی، jω، که به‌طور کامل از قیاس الکتریکی پیروی می‌کند، تعریف شود.
| عنصر مکانیکی | فرمول (در یک بعد) | امپدانس مکانیکی  | برق همتای                   |
| ------------ | ----------------- | ---------------- | --------------------------- |
| سفتی S       | {\displaystyle }  | {\displaystyle } | Elastance, 1/Cبا معکوس خازن |
| جرم M        | {\displaystyle }  | {\displaystyle } | اندوکتانس L                 |
| میرایی D     | {\displaystyle }  | {\displaystyle } | مقاومت R                    |

طرح ارائه شده در جدول به عنوان قیاس امپدانس شناخته می‌شود .  نمودارهای مداری با استفاده از این قیاس با امپدانس الکتریکی سیستم مکانیکی مشاهده می‌شود که در مدار الکتریکی دیده می‌شود وآن را از دیدگاه مهندسی برق دریافت می‌کند.  همچنیندر این قیاس شباهت وجود دارد،  که در آن نیرو مربوطبه جریان و سرعت مربوط به ولتاژ می‌شود.  این موضوع نتایجمعتبری دارد اما نیازمند استفاده از همتایان الکتریکی ذکر شده در بالاست .  به این ترتیب، M → C، S → 1 / L، D → G جایی که G هدایت الکتریکی، معکوس مقاومت است. مدارهای معادل تولید شده توسط این طرح مشابه هستند اماشکل امپدانس دوگانه است که به موجب آن عناصر سری به صورت موازی و خازن‌ها به سلف و مانند آن تبدیل می‌شوند .   نمودار مدار با استفاده از قیاس تشابه بیشتر با آرایش مکانیکی مدار مطابقت داردو آن را با دیدگاه مهندسی مکانیک سازگار تر می‌کند.    علاوه بر کاربرد آن‌ها در سیستم‌های الکترومکانیکی، این قیاس به‌طور گسترده ای برای کمک به تجزیه و تحلیل در آکوستیک استفاده می‌شود.  
هر جز مکانیکی به‌طور غیرقابل اجتناب، هم جرم هم سختی را دارا خواهد بود. این امر به لحاظ الکتریکی به یک مدار LC تبدیل می‌شود، یعنی مداری که شامل سلف وخازن است، در نتیجه اجزای مکانیکی مورد استفاده قرار می‌گیرند و اغلب به این صورت استفاده می‌شوند.  هنوز هم امکان نشان دادن سلف‌ها وخازن‌ها به عنوان عناصر فشرده مجزا در یک پیاده‌سازی مکانیکی با به حداقل رساندن (اما نه حذف کامل) این ویژگی ناخواسته امکان‌پذیر است..  خازن‌ها ممکن است از میله‌های نازک و طولانی تشکیل شده باشند، یعنی جرم به حداقل می‌رسد و انطباق به حداکثر می‌رسد.  از طرف دیگر ممکن است از قطعات کوتاه وگسترده ای ساخته می‌شود که جرم را در مقایسه با پیروی از قطعه به حداکثر می‌رساند. 
قطعات مکانیکی به عنوان خط انتقال برای ارتعاشات مکانیکی عمل می‌کند . اگر طول موج کوتاه باشد یک مدل عنصر فشرده که در بال توضیح داده شد دیگر کافی نیست ویک مدل عنصر توزیعی باید باید به جای آن استفاده شود .عناصر توزیع مکانیکی کاملا مشابه عناصر توزیع شده الکتریکی هستند و طراح فیلتر مکانیکی می‌تواند از روش‌های طراحی فیلتر عنصر توزیه شده الکتریکی استفاده کند. .

## تاریخ

### تلگراف هارمونیک
طراحی فیلتر مکانیکی با استفاده از کشفیات انجام شده در نطریه فیلتر الکتریکی به مکانیک توسعه داده شد. با این حال یک مثال خیلی زود (1870)از فیلتر صوتی "تلگراف هارمونیک "بود، که دقیقا به این دلیل به وجود آمد که تشدید مکانیکی (به‌طور خاص تشدید اکوستیک ) برای مهندسین بسیار آشنا بود..  این وضعیت مدت زیادی طول نکشیده بود؛تشدید الکتریکی برای مدتی قبل از این که به وجود امده بود ، و طولی نکشید که مهندسین شروع به تولید همه طرح‌های برقی برای فیلترها کردند . با این حال در زمان خودش ، تلگراف هارمونیک از اهمیت خاصی برخوردار بود. ایده آل بود. که چندین سیگنال تلگراف را در یک خط تلگراف با آنچه که اکنون به نام تسهیم تقسیم فرکانس گفته می‌شود، ترکیب کند وبناب این هزینه‌های نصب خط را به میزان زیادی حفظ کند. کلید هر اپراتور یک پریز الکترومکانیکی ارتعاشی را فعال کرده که این ارتعاش را به یک سیگنال الکتریکی تبدیل می‌کند.  فیلتر کردن در اپراتور دریافتی توسط یک پریز مشابه با همان فرکانس مورد استفاده قرار گرفت که فقط نوسان کرده ویک صدا از انتقال توسط اپراتور با تنظیم یکسان تولید می‌کند.  
نسخه‌های تلگراف هارمونیک توسط الیشاگری ،الکساندر گراهام بل ،ارنست مرکادیر  و دیگران توسعه داده شد.  توانایی آن برای عمل به عنوان یک مبدل صدا و از حوزه الکتریکی برای الهام بخشیدن به اختراع تلفن بود.  

### مدارهای معادل مکانیکی
هنگامی که اصول اولیه تحلیل شبکه برق برقرار شد،طولی نکشید که ایده‌های امپدانس پیچیده و نظریه‌های طراحی فیلتر به صورت مشابهی به مکانیک منتقل شد، کنلی که همچنین مسئول معرفی یک امپدانس پیچیده بود، و وبستر برای اولین بار مفهوم امپدانس ظاهری را در سیستم‌های مکانیکی در سال 1920 گسترش دادند.  ورود مکانیکی و قیاس تحرک مرتبط خیلی دیرتر حاصل شد و تا سال ۱۹۳۲ به تعویق افتاد.  
به اندازه کافی برای ایجاد یک قیاس مکانیکی کافی نبود.  این می‌تواند برای مشکلاتی که به‌طور کامل در حوزه مکانیکی وجود دارند اعمال شود،اما برای فیلترهای مکانیکی بایک برنامه الکتریکی لازم است که مبد ل ر قیاس نیز در نظر گرفته شود  .  پوانکره در سال 1907 اولین توصیف‌کننده یک مبدل به عنوان یک جفت معادلات جبری خطی مربوط به متغیرهای الکتریکی (ولتاژ و جریان) به متغیرهای مکانیکی (نیرو و سرعت) بود.   این معادلات را می‌توان به صورت یک رابطه ماتریس به هان روش _z پارامترهای یک شبکه دو پورت در نظریه الکتریکی بیان کرد، که این کاملا مشابه آن است:
شکست در تجزیه (خطای نحوی): {\displaystyle <mrow class="MJX-TeXAtom-ORD"><mrow class="MJX-TeXAtom-ORD"><mrow><mo> <math /> </mo><mtable rowspacing="4pt"><mtr><mtd><mi> <math /> </mi></mtd></mtr><mtr><mtd><mi> <math /> </mi></mtd></mtr></mtable><mo> <math /> </mo></mrow></mrow><mo> <math /> </mo><mrow class="MJX-TeXAtom-ORD"><mrow><mo> <math /> </mo><mtable rowspacing="4pt"><mtr><mtd><msub><mi> <math /> </mi><mrow class="MJX-TeXAtom-ORD"><mn> <math /> </mn></mrow></msub></mtd><mtd><msub><mi> <math /> </mi><mrow class="MJX-TeXAtom-ORD"><mn> <math /> </mn></mrow></msub></mtd></mtr><mtr><mtd><msub><mi> <math /> </mi><mrow class="MJX-TeXAtom-ORD"><mn> <math /> </mn></mrow></msub></mtd><mtd><msub><mi> <math /> </mi><mrow class="MJX-TeXAtom-ORD"><mn> <math /> </mn></mrow></msub></mtd></mtr></mtable><mo> <math /> </mo></mrow></mrow><mrow class="MJX-TeXAtom-ORD"><mrow><mo> <math /> </mo><mtable rowspacing="4pt"><mtr><mtd><mi> <math /> </mi></mtd></mtr><mtr><mtd><mi> <math /> </mi></mtd></mtr></mtable><mo> <math /> </mo></mrow></mrow></mrow> }
{\displaystyle } {\displaystyle } </img>
که در آن  V و I به ترتیب در سمت الکتریکی مبدل نشان دهنده ولتاژ و جریان هستند.
وگل، در سال 1921، برای اولین بار این معادلات را از نظر امپدانس مکانیکی و همچنین امپدانس الکتریکی بیان کرد.  عنصر شکست در تجزیه (خطای نحوی): {\displaystyle <mrow class="MJX-TeXAtom-ORD"><msub><mi> <math /> </mi><mrow class="MJX-TeXAtom-ORD"><mn> <math /> </mn></mrow></msub></mrow> }
{\displaystyle } {\displaystyle } </img>  امپدانس مکانیکی مدار باز است، یعنی امپدانس ارائه شده توسط مکانیکی مبدل هنگامی که هیچ جریان وارد بخش الکتریکی نیست.  عنصر شکست در تجزیه (خطای نحوی): {\displaystyle <mrow class="MJX-TeXAtom-ORD"><msub><mi> <math /> </mi><mrow class="MJX-TeXAtom-ORD"><mn> <math /> </mn></mrow></msub></mrow> }
{\displaystyle } {\displaystyle } </img>، برعکس، امپدانس الکتریکی محکم شده‌است، یعنی امپدانس به طرف الکتریکی هنگامی که طرف مکانیکی گیر کرده و مانع از حرکت می‌شود (سرعت صفر است).  دو عنصر باقی‌مانده شکست در تجزیه (خطای نحوی): {\displaystyle <mrow class="MJX-TeXAtom-ORD"><msub><mi> <math /> </mi><mrow class="MJX-TeXAtom-ORD"><mn> <math /> </mn></mrow></msub></mrow> }
{\displaystyle } {\displaystyle } </img>  و شکست در تجزیه (خطای نحوی): {\displaystyle <mrow class="MJX-TeXAtom-ORD"><msub><mi> <math /> </mi><mrow class="MJX-TeXAtom-ORD"><mn> <math /> </mn></mrow></msub></mrow> }
{\displaystyle } {\displaystyle } </img>، توابع انتقال و توزیع معکوس را به ترتیب توصیف می‌کنند.  هنگامی که این ایده‌ها در جای خود قرار داشت، مهندسان توانستند نظریه الکتریکی را به حوزه مکانیکی گسترش دهند و یک سیستم الکترومکانیکی را به عنوان کل یکپارچه تجزیه و تحلیل کنند.

### تولید صدا
کاربرد ابتدایی این ابزار نظری جدید در تولید صدا بود. یک مشکل مکرر با طراحی‌های اولیه گرامافون این بود که فرکانس‌های تشدید مکانیکی  در مکانیزم انتقال انتقا صدا موجب افزایش شدت و سرعت بالا در پاسخ فرکانس می‌شد و کیفیت صدای ضعیفی را به همراه داشت.  در سال 1923، هریسون شرکت جنرال الکتریک یک حق ثبت ایجاد کرد که در آن طراحی مکانیکی به‌طور کامل به عنوان مدار الکتریکی نمایش داده شد . بوق گرامافون به صورت یک خط انتقال نمایش داده می‌شود و بار مقاومتی برای بقیه مدار است، در حالیکه تمام قطعات مکانیکی و صوتی  - از سوزن تا بوق- با توجه به مقایسه امپدانس  به اجزای فشرده تبدیل می‌شوند. مدار وارد شده یک مدار  توپولوژی نردبانی از مدار تشدید شده با خازن‌های موازی است . این می‌تواند به عنوان یک مدار فیلتر میانگذر دیده شود.  هریسون مقادیر جز این فیلتر را طوری طراحی کرد که یک فیلتر میان گذر خاص متناظر با صوت مورد نطر داشته باشد(در این مورد 100 هرتز تا 60 کیلو هرتز)و یک پاسخ مسطح داشته باشد. تبدیل این مقادیر الکتریکی به مقادیر مکانیکی ، مشخصات اجزای مکانیکی را برحسب جرم و سختی را فراهم می آورد که به نوبهٔ خود می‌تواند به ابعاد فیزیکی برای تولید آن‌ها ترجمه شود. این دستگاه دارای پاسخ فرکانسی ثابت میانگذر است و از فرکانس‌های تشدید قبلی استفاده می‌کند. کمی بعد از ان هریسون حق ثبت اختراع دیگری را بااستفاده از روشی مشابه برای انتقال تلفن ودریافت مبدل‌ها دریافت کرد.
هریسون از تئوری فیلتر تصویر Campbell استفاده کرد، که پیشرفتهترین تئوری فیلتر موجود در آن زمان بود.  در این نظریه، طراحی فیلتر به‌طور عمده به عنوان یک مشکل تطبیق امپدانس مشاهده می شود .  نورتون در سال 1929 در آزمایشگاه Bell ادعا کرد که تئوری فیلتر پیشرفته تر شده‌است.  نورتون همان رویکرد کلی را دنبال کرد، هرچند او بعدا به فیلترینگ Darlington توصیف کرد که "حداکثر مسطح" طراحی شده بود.   طراحی مکانیکی نورتون از مقاله Butterworth که پیش از این برای اولین بار توصیف فیلتر الکترونیکی حداکثر مسطح است، پیش‌بینی شده‌است .  معادلات نورتون می‌گوید فیلتر آن به یک فیلتر Butterworth متصل شده متصل است، یعنی یک منبع ولتاژ ایده آل بدون امپدانس، در حالی که فرم معمولاً در متون داده شده برای فیلتر دوباره با مقاومت در هر دو انتها است، دشوار است که برای طراحی آنچه که هست، شناخت.  یکی دیگر از ویژگی‌های غیرمعمول طراحی فیلتر نورتون از خازن سری است که نشان دهنده سختی دیافراگم است .  این تنها خازن سری در نمایندگی Norton است، و بدون آن، فیلتر را می‌توان به عنوان یک نمونه اولیه کم پیش‌بینی کرد .  نورتون خازن را خارج از بدن فیلتر به ورودی می‌پردازد در نتیجه معرفی یک ترانسفرماتور به مدار معادل (شکل 4 نورتون).  نورتون در اینجا "تغییر شکل امپدانس L " را برای رسیدن به این هدف استفاده کرده‌است.

## Microelectromechanical فیلتر
در مورد MEMS فیلتر آن است که ممکن است به اصلاح رسنترس در خارج از فیلتر به دلیل یکپارچه طبیعت از دستگاه ساخت و ساز. اما پیرایش است که هنوز هم مورد نیاز در بسیاری از MEMS برنامه‌های کاربردی. فرسایش لیزر استفاده می‌شود اما این مواد رسوب روش در دسترس هستند و همچنین حذف مواد. این روش‌ها عبارتند از لیزر یا یون پرتو ناشی از رسوباست.

## پانوشت
1. ↑  The impedance analogy is the more common approach,(Gatti & Ferrari, pp.630–632) but amongst those using the mobility analogy is Rockwell Collins Inc, a principal manufacturer of mechanical filters. (Johnson, 1968, p.41)
2. ↑  Ernest Mercadier article in French Wikipedia